# Szyfry ulic
Szyfry ulic – debiutancki album studyjny polskiego rapera Egona. Wydawnictwo ukazało się 6 września 2014 roku nakładem wytwórni muzycznej Pro Rec. Materiał został wyprodukowany przez zespół Steel Banging Musick (Kriso, Gaca).
Wśród gości na płycie znaleźli się m.in. Popek, Lukasyno czy Nizioł i Parol z zespołu Syndykat.
Album dotarł do 39.miejsca zestawienia OLiS.

## Lista utworów
Opracowano na podstawie materiału źródłowego.
1. "Intro" - 0:44
2. "Już nie ufam" (gościnnie: Paulina Jankowska) - 2:56
3. "Wrogowie życzą" - 4:03
4. "Miasto przestępstw" (gościnnie: Popek, Ania Diamond) - 3:41
5. "Między niebem a piekłem" - 2:54
6. "Żyję po to" (gościnnie: Lukasyno) - 3:16
7. "Pod kluczem" (gościnnie: Parol, Krimeson Grz) - 3:43
8. "Szyfry ulic" (gościnnie: PRS UDR, Fronc SDW) - 4:18
9. "Spójrz na mnie" - 3:56
10. "Pieniądz robi pieniądz" (gościnnie: Nizioł, Deszcz A2dict) - 3:35
11. "Balety" - 3:19
12. "Bene Meritus" (gościnnie: Ziomek A2dict) - 3:35
13. "U nich to normalne" (gościnnie: Kriso) - 3:32
14. "Z betonu saga" - 3:27
15. "Zagubieni" - 2:52
16. "Outro" - 0:44